# Hylemya flavicruralis
Hylemya flavicruralis är en tvåvingeart som beskrevs av Masayoshi Suwa 1989. Hylemya flavicruralis ingår i släktet Hylemya och familjen blomsterflugor.
Artens utbredningsområde är Nepal. Inga underarter finns listade i Catalogue of Life.